# Hans Kann

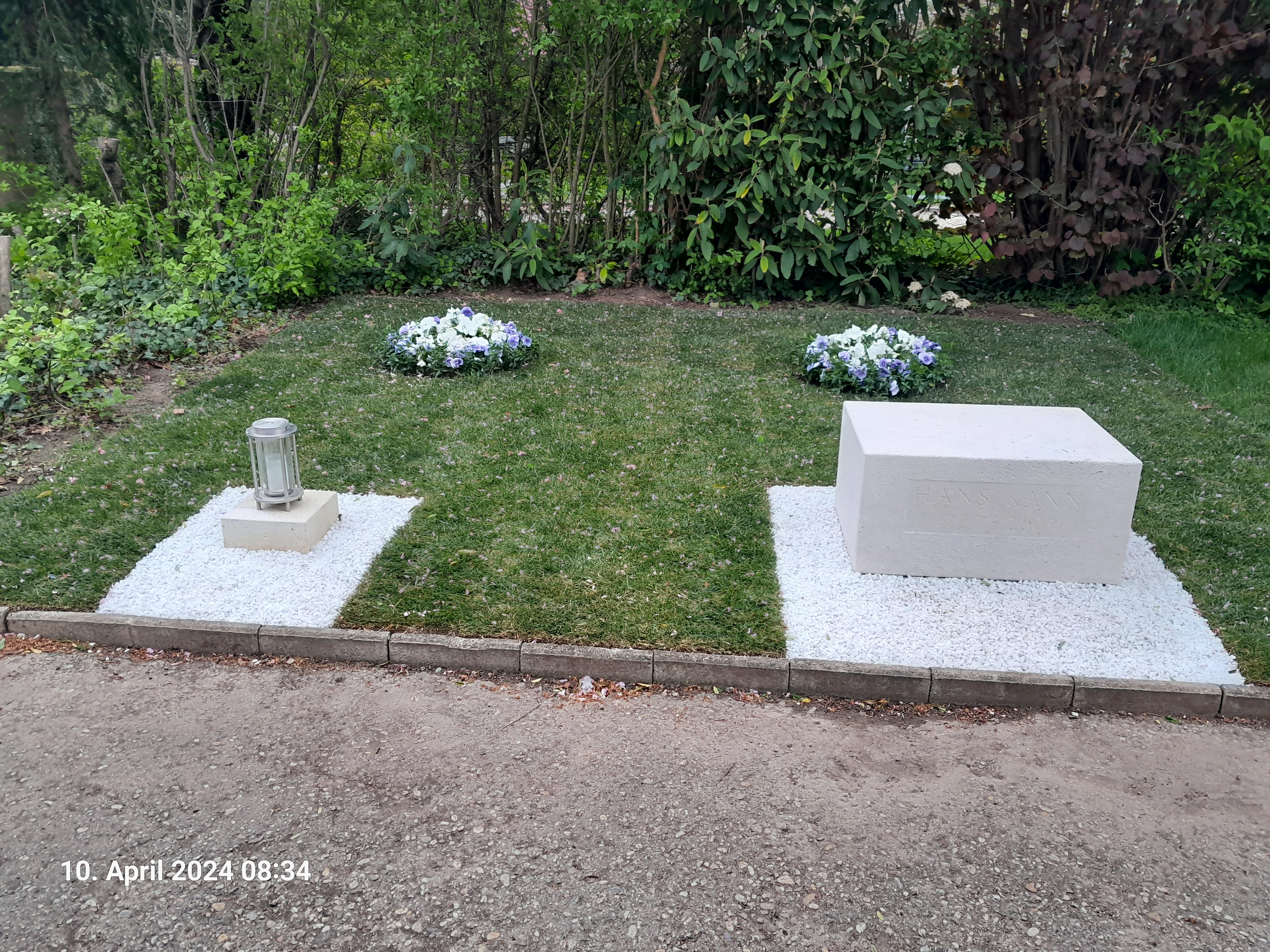
Grab von Hans Kann, April 2024 am Wiener Zentralfriedhof

Hans Kann (* 14. Februar 1927 in Wien; † 24. Juni 2005 ebenda) war ein österreichischer Pianist, Komponist und Klavierpädagoge.

## Leben
Hans Kann stammte aus einem musikalischen Elternhaus, sein Vater war ein jüdischer Textilhändler. Den ersten Klavierunterricht erhielt er bei Adolf Bloch, einem Enkelschüler von Theodor Leschetizky. Seine Ausbildung in Komposition bei Josef Lechthaler, Orgel bei Karl Walter und Kammermusik bei Otto Schulhof erhielt er an der Musikakademie Wien. Zudem nahm er Privatunterricht bei Josef Polnauer, August Göllner und Friedrich Wührer.
Ab dem Jahr 1946 unternahm er Konzertreisen in Europa, Asien und Südamerika.
Von 1950 bis 1952 hatte Kann einen Lehrauftrag an der damaligen Musikakademie in Wien inne. In den Jahren von 1955 bis 1958 war er Leiter einer Meisterklasse an der Tokyo University of the Arts in Japan. Von 1962 bis 1967 war er Leiter einer Meisterklasse an der Städtischen Akademie Darmstadt/Deutschland.
Von 1977 bis zu seiner Emeritierung im Jahr 1995 war Kann Professor an der Musikhochschule Wien, zudem von 1988 bis 1993 Hauptfachlehrer für Klavier am Konservatorium der Stadt Wien.
In den 1970er Jahren machte Kann gelegentlich Vertretungen als Pianist in der ORF-Sonntagmorgensendung Was gibt es Neues? mit Heinz Conrads. Im Jahr 1987 führte er die Mittagskonzerte im Wiener Konzerthaus ein.

„Seit 1945 bin ich in erster Linie als Interpret sehr für die zeitgenössische österreichische Musik eingetreten. Als Mitglied des Art-Clubs habe ich zahlreiche Erstaufführungen gespielt. Mit Gerhard Rühm habe ich sehr viele experimentelle Musikstücke vollbracht (Geräuschmusiken, Simultanimprovisationen, Simultankompositionen u.a.). Seit 1990 beschäftige ich mich mit dem Synthesizer und habe dafür zahlreiche Kompositionen geschaffen. Blockflötenstücke sowie Sonatine für Klavier, 1952 sind hauptsächlich für den Unterricht geschrieben. Elektronische Musik ist zum Teil experimentell, zum Teil musikantisch mit Akzent auf Improvisation. Klavierimprovisationen im Geiste der Zen-Meditation.“

Kann war verheiratet und hat einen Sohn namens Johann Sebastian Kann.
Seine Grabstätte befindet sich auf dem Wiener Zentralfriedhof (Gr. 33G, Nr. 35).
Hans Kann war von 1971 bis zu seiner Deckung 1991 Mitglied der Freimaurerloge Libertas Gemina.

## Auszeichnungen
- 1961: Theodor-Körner-Preis
- 1963: Theodor-Körner-Preis
- 1984: Johann-Nestroy-Ring
- 1987: Ehrenkreuz für Wissenschaft und Kunst I. Klasse
- 1992: Ehrenmedaille der Bundeshauptstadt Wien in Gold (Verleihung: 30. September, Übernahme: 10. Mai 1993)
- 1993: Großes Silbernes Ehrenzeichen für Verdienste um die Republik Österreich
- 1994: Orden des japanischen Kaiserhauses
- 2011: In Wien-Floridsdorf (21. Bezirk) wurde der Kannweg nach ihm benannt.[7]

## Werke (Auswahl)

### Ensemblemusik
- Vier Stücke nach flämischen Volksweisen – Duo für Blockflöte und Klavier (1953)[8]
- Tanzstück – Duo für Klavier vierhändig (1953)[8]
- Streichtrio – für Violine, Viola und Violoncello (1953)[8]
- Kolykodymie – Trio für Flöte, Klavier und Violine (1953)[8]
- Zehn Metaphern – Duo für Blockflöte und Violine (1954)[8]
- Klavierstück zu acht Händen – Duo für Klavier (1955)[8]
- Der Schwan geht verloren im Taifun – Duo für Klavier und Violoncello (1957)[8]
- Lied im Nebel – Duo für Klavier und Violine (1960)[8]

### Solomusik
- Zehn Klavierstücke ohne Baßschlüssel (1947)[8]
- Sonatine für Klavier (1952)[8]
- Wir sind doch nun – Solo für Stimme und Klavier, Text: Andreas Gryphius (1954)[8]
- Präludio – Solo für Klavier (1957)[8]
- 33 Spezialstudien – Solo für Klavier (1957)[8]
- Tägliche Fingerübungen für Pianisten – Solo für Klavier (1960)[8]
- Passacaille – Solo für Klavier (1961)[8]
- Abschnitt 37 – Solo für Klavier (1965)[8]
- 792 Modelle für technische Übungen – Solo für Klavier (1966)[8]
- Drei Vorspiele – Solo für Klavier (1967)[8]
- Drei Präludien – Solo für Klavier (1968)[8]
- Seven Piano Pieces in 5-finger-position – Solo für Klavier (1968)[8]
- Turner’s Turn – Solo für Klavier (1969)[8]
- Sonate – Erster Satz, Solo für Klavier (1969)[8]
- Marche grotesque – Solo für Klavier (1970)[8]
- Zwölf Alt-Wiener-Walzer – Solo für Klavier (1971)[8]
- Toccatina – Solo für Klavier (1972)[8]
- Variation über ein Thema von Diabelli – Solo für Klavier (1972)[8]
- Sinfonietta – Solo für Klavier (1975)[8]
- Fünf Studien für die rechte Hand – Solo für Klavier (1978)[8]
- Adagio – Solo für Klavier (1978)[8]
- Metamorphosen über „An Elise“ – Solo für Klavier (1979)[8]
- Impromptu in cis-moll – Solo für Klavier, unter dem Pseudonym Robert Lachner (1980)[8]
- Wiener Schnitzel – Walzer, Solo für Klavier (1982)[8]
- Tänze und Gesänge der Potscharen – Solo für Klavier (1994)[8]

### Filmmusik
- Die totale Familie – Text: Heimito von Doderer (1974)[8]
- Was kostet der Sieg (1981)[8]
- Stationsvorstand Fallmerayer – Bearbeitung der Barcarole von Pjotr Iljitsch Tschaikowski (1985)[8]
- Top Secret – Valse de concert (1986)[8]
- Drei Lieder – Solo für Stimme und Klavier, Text: Jura Soyfer (1986)[8]
- Weg ins Freie (1988)[8]
- Fräulein Else (1989)[8]

### Bühnenmusik / Ballett
- Jorinde und Joringl – Ballett (1952)[8]
- König Ubu – Bühnenmusik, UA: Landestheater Tübingen (1966)[8]
- Der Sturm – Bühnenmusik nach Texten von William Shakespeare, UA: Burgtheater Wien (1968)[8]
- Weder Bettelstab noch Lorbeerbaum – Bühnenmusik nach Texten von Johann Nestroy (1983)[8]
- Der große Wurstel – Bühnenmusik nach Texten von Arthur Schnitzler, UA: Theater in der Josefstadt (1986)[8]
- Urfaust – Bühnenmusik nach Texten von Johann Wolfgang von Goethe, UA: Theater in der Josefstadt (1987)[8]

### Elektronische Musik
- Geräuschsymphonie „a“ – Zuspielung Solo Tonband, gemeinsam mit Gerhard Rühm (1951)[8]
- Tonflächenstudien – Solo Synthesizer (1989)[8]
- Sequenzen I-IV – Solo Synthesizer (1989)[8]
- Waves – Solo Synthesizer (1990)[8]
- Printed Form – Solo Synthesizer (1990)[8]
- Vibrations – Solo Synthesizer (1991)[8]
- Background – Foreground – Solo Synthesizer (1991)[8]